# Discografia de AKB48
A discografia do AKB48 consiste de 58 singles (56 singles maiores e 2 indie singles), 8 álbuns de estúdio e 32 álbuns de palco (12 álbuns de palco regulares e 20 como Studio Recordings Collection ). Os singles principais têm faixas-título que são cantadas por uma seleção de cantores do AKB48, alguns dos quais são dos grupos irmãos do AKB48. Alguns dos singles são considerados "singles eleitorais anuais", ou seja, eles contêm cédulas para um concurso de popularidade para determinar a formação do próximo single. Outros singles têm line-ups que são determinados por torneios de pedra, papel e tesoura que são realizados anualmente. O grupo foi criado e atualmente produzido por Yasushi Akimoto, que também escreve as letras de todas as músicas do grupo.

## Álbuns

### Álbuns de estúdio
| Título                                                                         | Detalhes                                                                                       | Melhores posições | Melhores posições | Melhores posições | Vendas           | Certificações      |
| Título                                                                         | Detalhes                                                                                       | JAP               | JAP Hot           | TWN               | Vendas           | Certificações      |
| ------------------------------------------------------------------------------ | ---------------------------------------------------------------------------------------------- | ----------------- | ----------------- | ----------------- | ---------------- | ------------------ |
| Kamikyokutachi                                                                 | - Lançamento: 7 de abril de 2010 - Formatos: CD, download digital - Gravadora: King Records    | 1                 | —                 | —                 | - JAP: 564,298   | - RIAJ: 2x Platina |
| Koko ni Ita Koto                                                               | - Lançamento: 8 de junho de 2011 - Formatos: CD, download digital - Gravadora: King Records    | 1                 | —                 | —                 | - JAP: 883,267   | - RIAJ: Milhão     |
| 1830m                                                                          | - Lançamento: 15 de Agosto de 2012 - Formatos: CD, download digital - Gravadora: King Records  | 1                 | —                 | —                 | - JAP: 1,042,879 | - RIAJ: Milhão     |
| Tsugi no Ashiato                                                               | - Lançamento: 22 de janeiro de 2014 - Formatos: CD, download digital - Gravadora: King Records | 1                 | —                 | 13                | - JAP: 1,041,951 | - RIAJ: Milhão     |
| Koko ga Rhodes da, Koko de Tobe!                                               | - Lançamento: 21 de janeiro de 2015 - Formatos: CD, download digital - Gravadora: King Records | 1                 | —                 | —                 | - JAP: 780,591   | - RIAJ: 3x Platina |
| Thumbnail                                                                      | - Lançamento: 25 de janeiro de 2017 - Formatos: CD, download digital - Gravadora: King Records | 1                 | 1                 | —                 | - JAP: 632,615   | - RIAJ: 3x Platina |
| Bokutachi wa, Ano Hi no Yoake wo Shitteiru                                     | - Lançamento: 24 de janeiro de 2018 - Formatos: CD, download digital - Gravadora: King Records | 1                 | 1                 | —                 | - JAP: 611,056   | - RIAJ: 2x Platina |
| "—" denota títulos que não entraram nas paradas ou não foram lançados no país. |                                                                                                |                   |                   |                   |                  |                    |

### Compilação
| Título                                                                         | Detalhes                                                                                         | Melhores posições | Melhores posições | Vendas         | Certificações      |
| Título                                                                         | Detalhes                                                                                         | JAP               | JAP Hot           | Vendas         | Certificações      |
| ------------------------------------------------------------------------------ | ------------------------------------------------------------------------------------------------ | ----------------- | ----------------- | -------------- | ------------------ |
| Set List: Greatest Songs 2006-2007                                             | - Lançamento: 1 de janeiro de 2008 - Formatos: CD, download digital - Gravadora: Defstar Records | 29                | —                 | - JAP: 53,583  | - RIAJ: Platina    |
| Set List: Greatest Songs Kanzenban                                             | - Lançamento: 14 de julho de 2010 - Formatos: CD, download digital - Gravadora: King Records     | 2                 | —                 | - JAP: 169,730 | - RIAJ: Platina    |
| 0 to 1 no Aida                                                                 | - Lançamento: 18 de novembro de 2015 - Formatos: CD, download digital - Gravadora: King Records  | 1                 | —                 | - JAP: 715,109 | - RIAJ: 3x Platina |
| "—" denota títulos que não entraram nas paradas ou não foram lançados no país. |                                                                                                  |                   |                   |                |                    |

## Singles

### Como artista principal
| Canção                                                                         | Ano  | Melhores posições | Melhores posições | Melhores posições | Certificações                              | Álbum                                      |
| Canção                                                                         | Ano  | JAP               | JAP Hot           | JAP Digital       | Certificações                              | Álbum                                      |
| ------------------------------------------------------------------------------ | ---- | ----------------- | ----------------- | ----------------- | ------------------------------------------ | ------------------------------------------ |
| "Sakura no Hanabiratachi"                                                      | 2006 | 10                | —                 | —                 |                                            | Set List: Greatest Songs 2006-2007         |
| "Skirt, Hirari"                                                                | 2006 | 13                | -                 | -                 |                                            | Set List: Greatest Songs 2006-2007         |
| "Aitakatta"                                                                    | 2006 | 12                | -                 | 32                |                                            | Set List: Greatest Songs 2006-2007         |
| "Seifuku ga Jama o Suru"                                                       | 2007 | 7                 | -                 | -                 |                                            | Set List: Greatest Songs 2006-2007         |
| "Keibetsu Shiteita Aijō"                                                       | 2007 | 8                 | -                 | -                 |                                            | Set List: Greatest Songs 2006-2007         |
| "Bingo!"                                                                       | 2007 | 6                 | -                 | -                 |                                            | Set List: Greatest Songs 2006-2007         |
| "Boku no Taiyō"                                                                | 2007 | 6                 | -                 | -                 |                                            | Set List: Greatest Songs 2006-2007         |
| "Yūhi o Miteiru ka?"                                                           | 2007 | 10                | -                 | -                 |                                            | Set List: Greatest Songs 2006-2007         |
| "Romance, Irane"                                                               | 2008 | 6                 | 22                | —                 |                                            | Set List: Greatest Songs Kanzenban         |
| "Sakura no Hanabiratachi 2008"                                                 | 2008 | 10                | 26                | —                 |                                            | Set List: Greatest Songs Kanzenban         |
| "Baby! Baby! Baby!"                                                            | 2008 | —                 | —                 | —                 |                                            | Kamikyokutachi                             |
| "Ōgoe Diamond"                                                                 | 2008 | 3                 | 13                | 51**              |                                            | Kamikyokutachi                             |
| "10nen Sakura" (10年桜, Jūnen Sakura)                                          | 2009 | 3                 | 13                | —                 | - RIAJ: Ouro                               | Kamikyokutachi                             |
| "Namida Surprise!"                                                             | 2009 | 2                 | 5                 | 28                | - RIAJ: Ouro                               | Kamikyokutachi                             |
| "Iiwake Maybe"                                                                 | 2009 | 2                 | 2                 | 11                | - RIAJ: Ouro                               | Kamikyokutachi                             |
| "River"                                                                        | 2009 | 1                 | 2                 | 17                | - RIAJ: Platina                            | Kamikyokutachi                             |
| "Sakura no Shiori"                                                             | 2010 | 1                 | 1                 | 15                | - RIAJ: Platina - Chaku-Uta: Ouro          | Kamikyokutachi                             |
| "Ponytail to Shushu"                                                           | 2010 | 1                 | 1                 | 4                 | - RIAJ: 2x Platina - Chaku-Uta: 3x Platina | Koko ni Ita Koto                           |
| "Heavy Rotation"                                                               | 2010 | 1                 | 1                 | 1                 | - RIAJ: 3x Platina - Chaku-Uta: 3x Platina | Koko ni Ita Koto                           |
| "Beginner"                                                                     | 2010 | 1                 | 1                 | 2                 | - RIAJ: Milhão - Chaku-Uta: Platina        | Koko ni Ita Koto                           |
| "Chance no Junban"                                                             | 2010 | 1                 | 1                 | 12                | - RIAJ: 3x Platina - Chaku-Uta: Ouro       | Koko ni Ita Koto                           |
| "Sakura no Ki ni Narō"                                                         | 2011 | 1                 | 1                 | 3                 | - RIAJ: Milhão - Chaku-Uta: Platina        | 1830m                                      |
| "Everyday, Katyusha"                                                           | 2011 | 1                 | 1                 | 1                 | - RIAJ: Milhão - Chaku-Uta: 2x Platina     | 1830m                                      |
| "Flying Get"                                                                   | 2011 | 1                 | 1                 | 1                 | - RIAJ: Milhão - Chaku-Uta: 2x Platina     | 1830m                                      |
| "Kaze wa Fuiteiru"                                                             | 2011 | 1                 | 1                 | 1                 | - RIAJ: Milhão - Chaku-Uta: Platina        | 1830m                                      |
| "Ue kara Mariko"                                                               | 2011 | 1                 | 1                 | 3                 | - RIAJ: Milhão - Chaku-Uta: Ouro           | 1830m                                      |
| "Give Me Five!"                                                                | 2012 | 1                 | 1                 | 1                 | - RIAJ: Milhão - Chaku-Uta: Ouro           | 1830m                                      |
| "Manatsu no Sounds Good!"                                                      | 2012 | 1                 | 1                 | 2                 | - RIAJ: 2x Milhões - Chaku-Uta: 2x Platina | Tsugi no Ashiato                           |
| "Gingham Check"                                                                | 2012 | 1                 | 1                 | —                 | - RIAJ: Milhão                             | Tsugi no Ashiato                           |
| "Uza"                                                                          | 2012 | 1                 | 1                 | —                 | - RIAJ: Milhão                             | Tsugi no Ashiato                           |
| "Eien Pressure"                                                                | 2012 | 1                 | 1                 | —                 | - RIAJ: Milhão                             | Tsugi no Ashiato                           |
| "So Long!"                                                                     | 2013 | 1                 | 1                 | —                 | - RIAJ: Milhão                             | Tsugi no Ashiato                           |
| "Sayonara Crawl"                                                               | 2013 | 1                 | 1                 | —                 | - RIAJ: 2x Milhões                         | Tsugi no Ashiato                           |
| "Koi Suru Fortune Cookie"                                                      | 2013 | 1                 | 1                 | —                 | - RIAJ: Milhão                             | Tsugi no Ashiato                           |
| "Heart Electric"                                                               | 2013 | 1                 | 1                 | —                 | - RIAJ: Milhão                             | Koko ga Rhodes da, Koko de Tobe!           |
| "Suzukake no Ki no Michi de Kihazukashii Ketsuron no Yō na Mono"               | 2013 | 1                 | 1                 | —                 | - RIAJ: Milhão                             | Koko ga Rhodes da, Koko de Tobe!           |
| "Mae shika Mukanee"                                                            | 2014 | 1                 | 1                 | —                 | - RIAJ: Milhão                             | Koko ga Rhodes da, Koko de Tobe!           |
| "Labrador Retriever"                                                           | 2014 | 1                 | 1                 | —                 | - RIAJ: 2x Milhões                         | Koko ga Rhodes da, Koko de Tobe!           |
| "Kokoro no Placard"                                                            | 2014 | 1                 | 1                 | —                 | - RIAJ: Milhão                             | Koko ga Rhodes da, Koko de Tobe!           |
| "Kibōteki Refrain"                                                             | 2014 | 1                 | 1                 | —                 | - RIAJ: Milhão                             | Koko ga Rhodes da, Koko de Tobe!           |
| "Green Flash"                                                                  | 2015 | 1                 | 1                 | —                 | - RIAJ: Milhão                             | 0 to 1 no Aida                             |
| "Bokutachi wa Tatakawanai"                                                     | 2015 | 1                 | 1                 | —                 | - RIAJ: 2x Milhões                         | 0 to 1 no Aida                             |
| "Halloween Night"                                                              | 2015 | 1                 | 1                 | —                 | - RIAJ: Milhão                             | 0 to 1 no Aida                             |
| "Kuchibiru ni Be My Baby"                                                      | 2015 | 1                 | 1                 | —                 | - RIAJ: Milhão                             | Thumbnail                                  |
| "Kimi wa Melody"                                                               | 2016 | 1                 | 1                 | —                 | - RIAJ: Milhão                             | Thumbnail                                  |
| "Tsubasa wa Iranai"                                                            | 2016 | 1                 | 1                 | —                 | - RIAJ: 2x Milhões                         | Thumbnail                                  |
| "Love Trip / Shiawase o Wakenasai"                                             | 2016 | 1                 | 1                 | —                 | - RIAJ: Milhão                             | Thumbnail                                  |
| "High Tension"                                                                 | 2016 | 1                 | 1                 | —                 | - RIAJ: Milhão                             | Thumbnail                                  |
| "Shoot Sign"                                                                   | 2017 | 1                 | 1                 | —                 | - RIAJ: Milhão                             | Bokutachi wa, Ano Hi no Yoake wo Shitteiru |
| "Negaigoto no Mochigusare"                                                     | 2017 | 1                 | 1                 | —                 | - RIAJ: 2x Milhões                         | Bokutachi wa, Ano Hi no Yoake wo Shitteiru |
| "＃sukinanda"                                                                  | 2017 | 1                 | 1                 | —                 | - RIAJ: Milhão                             | Bokutachi wa, Ano Hi no Yoake wo Shitteiru |
| "11gatsu no Anklet"                                                            | 2017 | 1                 | 1                 | —                 | - RIAJ: Milhão                             | Bokutachi wa, Ano Hi no Yoake wo Shitteiru |
| "Jabaja"                                                                       | 2018 | 1                 | 1                 | —                 | - RIAJ: Milhão                             | Não anunciado                              |
| "Teacher Teacher"                                                              | 2018 | 1                 | 1                 | —                 | - RIAJ: 3x Milhões                         | Não anunciado                              |
| "Sentimental Train"                                                            | 2018 | 1                 | 1                 | —                 | - RIAJ: Milhão                             | Não anunciado                              |
| "No Way Man"                                                                   | 2018 | 1                 | 1                 | —                 | - RIAJ: Milhão                             | Não anunciado                              |
| "Jiwaru Days"                                                                  | 2019 | 1                 | 1                 | —                 | - RIAJ: Milhão                             | Não anunciado                              |
| "Sustainable"                                                                  | 2019 | 1                 | 1                 | —                 | - RIAJ: 2x Milhões                         | Não anunciado                              |
| "Shitsuren, Arigato"                                                           | 2020 | 1                 | 1                 | —                 | - RIAJ: Milhão                             | Não anunciado                              |
| "—" denota títulos que não entraram nas paradas ou não foram lançados no país. |      |                   |                   |                   |                                            |                                            |

### Outras canções que entraram nas tabelas musicais
| Canção                                                                         | Ano  | Melhores posições | Melhores posições | Certificações                | Álbum                                      |
| Canção                                                                         | Ano  | JAP Hot           | JAP Digital       | Certificações                | Álbum                                      |
| ------------------------------------------------------------------------------ | ---- | ----------------- | ----------------- | ---------------------------- | ------------------------------------------ |
| Majisuka Rock 'n' Roll"                                                        | 2010 | —                 | 14                | - RIAJ: Ouro (Chaku-ta full) | Kamikyokutachi                             |
| "Enkyori Poster"                                                               | 2010 | —                 | 96                |                              | Kamikyokutachi                             |
| "Jibun Rashisa"                                                                | 2010 | —                 | 54                |                              | Kamikyokutachi                             |
| "Kimi to Niji to Taiyō to"                                                     | 2010 | 35                | 25                |                              | Kamikyokutachi                             |
| "Majijo Teppen Blues"                                                          | 2010 | —                 | 55                | - RIAJ: Ouro (digital)       | "Ponytail to Shushu"                       |
| "Anata ga Ite Kureta Kara"                                                     | 2010 | 97                | 22                |                              | Set List: Greatest Songs Kanzenban         |
| "Yasai Sisters"                                                                | 2010 | —                 | 73                | - RIAJ: Ouro (digital)       | "Heavy Rotation"                           |
| "Yoyakushita Christmas"                                                        | 2010 | —                 | 26                |                              | "Chance no Junban"                         |
| "Kurumi to Dialogue"                                                           | 2010 | —                 | 71                |                              | "Chance no Junban"                         |
| "Dareka no Tame ni"                                                            | 2011 | 17                | 2                 | - RIAJ: Ouro (digital)       | Álbum não adicionado                       |
| "Yankee Soul"                                                                  | 2011 | 74                | —                 | - RIAJ: Ouro (digital)       | "Everyday, Katyusha"                       |
| "First Rabbit"                                                                 | 2012 | 43                | —                 |                              | 1830m                                      |
| "Kimi no Tame ni Boku wa…"                                                     | 2012 | 69                | —                 |                              | Tsugi no Ashiato                           |
| "Yume no Kawa"                                                                 | 2012 | 38                | —                 |                              | Tsugi no Ashiato                           |
| "Sugar Rush"                                                                   | 2012 | 11                | —                 |                              | Trilha Sonora de Wreck-It Ralph            |
| "Tenohira ga Kataru Koto"                                                      | 2013 | 83                | —                 |                              | Álbum não adicionado                       |
| "After Rain"                                                                   | 2014 | 21                | —                 |                              | Tsugi no Ashiato                           |
| "Koko ga Rhodes da, Koko de tobe!"                                             | 2015 | 46                | —                 |                              | Koko ga Rhodes da, Koko de tobe!           |
| "365 Nichi no Kamihikouki"                                                     | 2015 | 6                 | —                 | - RIAJ: 3x Platina (digital) | Thumbnail                                  |
| "Hikari to Kage no Hibi"                                                       | 2016 | 48                | —                 |                              | Thumbnail                                  |
| "Shiawase wo Wakenasai"                                                        | 2016 | 29                | —                 |                              | Thumbnail                                  |
| "Dare no Koto wo Ichiban Aishiteru?"                                           | 2017 | 37                | —                 |                              | Bokutachi wa, Ano Hi no Yoake wo Shitteiru |
| "—" denota títulos que não entraram nas paradas ou não foram lançados no país. |      |                   |                   |                              |                                            |

## ligações externas
- Discografia de AKB48 (em japonês)